# Escala TORRO
A escala de intensidade do tornado TORRO (ou Escala-T) é uma escala que mede a intensidade do tornado entre T0 e T11. Foi proposto por Terence Meaden da Tornado and Storm Research Organization (TORRO), uma organização meteorológica do Reino Unido, como uma extensão da escala de Beaufort.

## História e derivação da escala de Beaufort
A escala foi testada de 1972 a 1975 e foi tornada pública em uma reunião da Sociedade Real Meterológica em 1975. A escala define T0 como o equivalente a 8 na escala de Beaufort e se relaciona com a escala de Beaufort (B), até 12 na escala de Beaufort, pela fórmula:
B = 2 ( T + 4)
e inversamente:
T = ( B /2 - 4)
| escala de Beaufort | B | 8 | 10 | 12 | 12 | 12 | 12 | 12 | 12 | 12 | 12 | 12 | 12 |
| escala TORRO       | T | 0 | 1  | 2  | 3  | 4  | 5  | 6  | 7  | 8  | 9  | 10 | 11 |

A escala de Beaufort foi introduzida pela primeira vez em 1805, e em 1921 quantificada. Ele expressa a velocidade do vento como mais rápida que v na fórmula:
v = 0,837 B 3/2 m/s

## Fórmula da escala TORRO
A maioria dos tornados no Reino Unido é T6 ou inferior, com o tornado mais forte conhecido no Reino Unido estimado como T8 (o tornado de Londres de 1091 ). Para comparação, os ventos mais fortes detectados em um tornado nos Estados Unidos (durante o surto de tornado em Oklahoma em 1999 ) seriam T11 usando as seguintes fórmulas :
v = 2,365 ( T +4) 3/2 m/s
v = 8,511 ( T +4) 3/2 km/h
v = 5,289 ( T +4) 3/2 mph
v = 4,596 ( T +4) 3/2 kn
onde v é a velocidade do vento e T é o número de intensidade do TORRO. A velocidade do vento é definida como uma rajada de 3 segundos a 10 m AGL.
Alternativamente, a fórmula da escala T pode ser expressa como :
v = 0,837 (2 T +8) 3/2 m/s
ou
v = 0,837(2 3/2 ) ( T +4) 3/2 m/s
ou
{\displaystyle T=(v/2.365)^{2/3}-4}

## Processo de classificação e comparações com a escala Fujita
TORRO afirma que difere da escala Fujita por ser "puramente" uma escala de velocidade do vento, enquanto a escala Fujita depende de danos para classificação, mas, na prática, os danos são utilizados quase exclusivamente em ambos os sistemas para inferir a intensidade. Isso ocorre porque esse proxy para intensidade geralmente é tudo o que está disponível, embora os usuários de ambas as escalas prefiram medições diretas, objetivas e quantitativas. A escala é usada principalmente no Reino Unido, enquanto a escala Fujita tem sido a escala primária usada na América do Norte, Europa continental e no resto do mundo.
Na Conferência Europeia sobre Tempestades Severas de 2004, o Dr. Meaden propôs uma unificação das escalas TORRO e Fujita como a Força Tornado ou Escala TF. Em 2007 nos Estados Unidos, a Escala Fujita Aprimorada substituiu a Escala Fujita original de 1971. Ele fez melhorias substanciais na padronização dos descritores de dano por meio da expansão e refinamento dos indicadores de dano e graus de dano associados, bem como velocidades de vento de tornado calibradas para melhor corresponder ao dano associado. No entanto, a Escala EF é tendenciosa para as práticas de construção dos EUA.  A partir de 2014, apenas os Estados Unidos e o Canadá adotaram a escala EF.
Ao contrário da escala F, nenhuma análise foi realizada para estabelecer a veracidade e precisão dos descritores de danos da escala T. A escala foi escrita no início da década de 1970, e não leva em conta mudanças como o aumento do peso dos veículos ou a grande redução do número e mudança do tipo de locomotivas ferroviárias,  e foi escrito em um ambiente onde tornados de F2 ou mais fortes são extremamente raros, então pouca ou nenhuma investigação em primeira mão de danos reais na extremidade superior da escala foi possível. A escala TORRO tem mais graduações do que a escala F, o que a torna indiscutivelmente mais útil para tornados na extremidade inferior da escala  ; no entanto, tal exatidão e precisão não são normalmente atingíveis na prática. Brooks e Doswell afirmaram que "os problemas associados aos levantamentos de danos e as incertezas associadas à estimativa da velocidade do vento a partir dos danos observados tornam as atribuições altamente precisas duvidosas". Em relatórios de pesquisa, as classificações Fujita às vezes também têm qualificações extras adicionadas ("F2 mínimo" ou "dano F3 superior"), feitas por investigadores que têm experiência em muitos tornados semelhantes e relacionadas ao fato de que a escala F é uma escala de dano, não uma escala de velocidade do vento. 
Os tornados são classificados depois de terem passado e terem sido examinados, não enquanto estiverem em andamento. Ao avaliar a intensidade de um tornado, são usadas medições diretas e inferências de observações empíricas dos efeitos de um tornado. Poucos anemômetros são atingidos por um tornado, e menos ainda sobrevivem, então há muito poucas medições in-situ. Portanto, quase todas as classificações são obtidas a partir de técnicas de sensoriamento remoto ou como proxies de levantamentos de danos. O radar meteorológico é usado quando disponível e, às vezes, a fotogrametria ou a videogrametria estimam a velocidade do vento medindo traçadores no vórtice. Na maioria dos casos, são utilizados levantamentos de danos aéreos e terrestres de estruturas e vegetação, às vezes com análise de engenharia. Às vezes, também estão disponíveis padrões de redemoinho no solo (marcas cicloidais ) deixados na sequência de um tornado. Se uma análise no local não for possível, seja para avaliações retrospectivas ou quando o pessoal não puder chegar ao local, fotografias, vídeos ou descrições de danos podem ser utilizados.

## Parâmetros da escala TORRO
As 12 categorias da escala TORRO estão listadas abaixo, em ordem crescente de intensidade. Embora as velocidades do vento e os exemplos de danos fotográficos sejam atualizados, eles ainda são mais ou menos precisos.  No entanto, para a escala TORRO real na prática, os indicadores de danos (o tipo de estrutura que foi danificada) são predominantemente usados na determinação da intensidade do tornado.
| T0    | T1    | T2    | T3    | T4    | T5    | T6    | T7    | T8       | T9       | T10      | T11      |
| Fraco | Fraco | Fraco | Fraco | Forte | Forte | Forte | Forte | Violento | Violento | Violento | Violento |